# Ignacio Prieto
Pour les articles homonymes, voir Prieto.
Ignacio Prieto Urrejola, né le 23 septembre 1943 à Santiago au Chili, est un footballeur international chilien. Il était milieu de terrain offensif puis défenseur central.

## Biographie
Il joue en première division du championnat de France, au Lille OSC, tout d'abord de 1971 à 1976, puis au Stade lavallois de 1976 à 1977. Son passage au LOSC laisse un souvenir impérissable dans les mémoires des supporters lillois, même si les succès sportifs ne sont pas au rendez-vous.
Lors la saison 1974-1975 Ignacio Prieto remporte le trophée de l'Étoile d'or France Football, signifiant qu'il est le meilleur joueur de la saison de Première division du Championnat de France.
Il joue une dernière saison en France au Stade lavallois de Michel Le Milinaire, avant quitter le club en juillet 1977 en raison du quota sur les joueurs étrangers. Il retourne au Chili, dans son club d'origine de l'Universidad Católica.
Au cours de sa carrière Ignacio Prieto porte également les couleurs du Club Nacional (Uruguay) et de l'Universidad Católica (Chili) et a participé à la coupe du monde de 1966, en Angleterre.
Son frère aîné, Andrés Prieto, était également joueur de football, et dispute la Coupe du monde 1950 au Brésil.
En août 1980 il obtient le diplôme d'entraîneur de la FFF réservé aux étrangers, en étant major de sa promotion.
En septembre 2017 il est le chef de la délégation chilienne qui affronte les espoirs français à Laval.

## Carrière
- 1961-1968 : Universidad Católica  Chili
- 1968-1971 : Nacional Montevideo  Uruguay
- 1971-1976 : Lille OSC  France
- 1976-1977 : Stade lavallois  France
- 1977-1980 : Universidad Católica  Chili[5]

## Palmarès
- Champion du Chili en 1966 avec l'Universidad Católica
- Champion d'Uruguay en 1969, 1970 et 1971 avec le Nacional Montevideo
- Vainqueur de la Copa Libertadores en 1971 avec le Nacional Montevideo
- Finaliste de la Copa Libertadores en 1969 avec le Nacional Montevideo
- Vainqueur de la Coupe intercontinentale en 1971 avec le Nacional Montevideo[6]
- Champion de France de D2 en 1974 avec le Lille OSC